# Urtemondo
Urtemondo est une montagne de Biscaye au Pays basque (Espagne) faisant partie du massif d'Aramotz d'une altitude de 790 mètres.

## Accès
Les itinéraires d'ascensions sont :
- Artaun (1 h 15 min) ;
- Zornotza (2 h) ;
- Lemoa (2 h 15 min).